# 102 Boyz

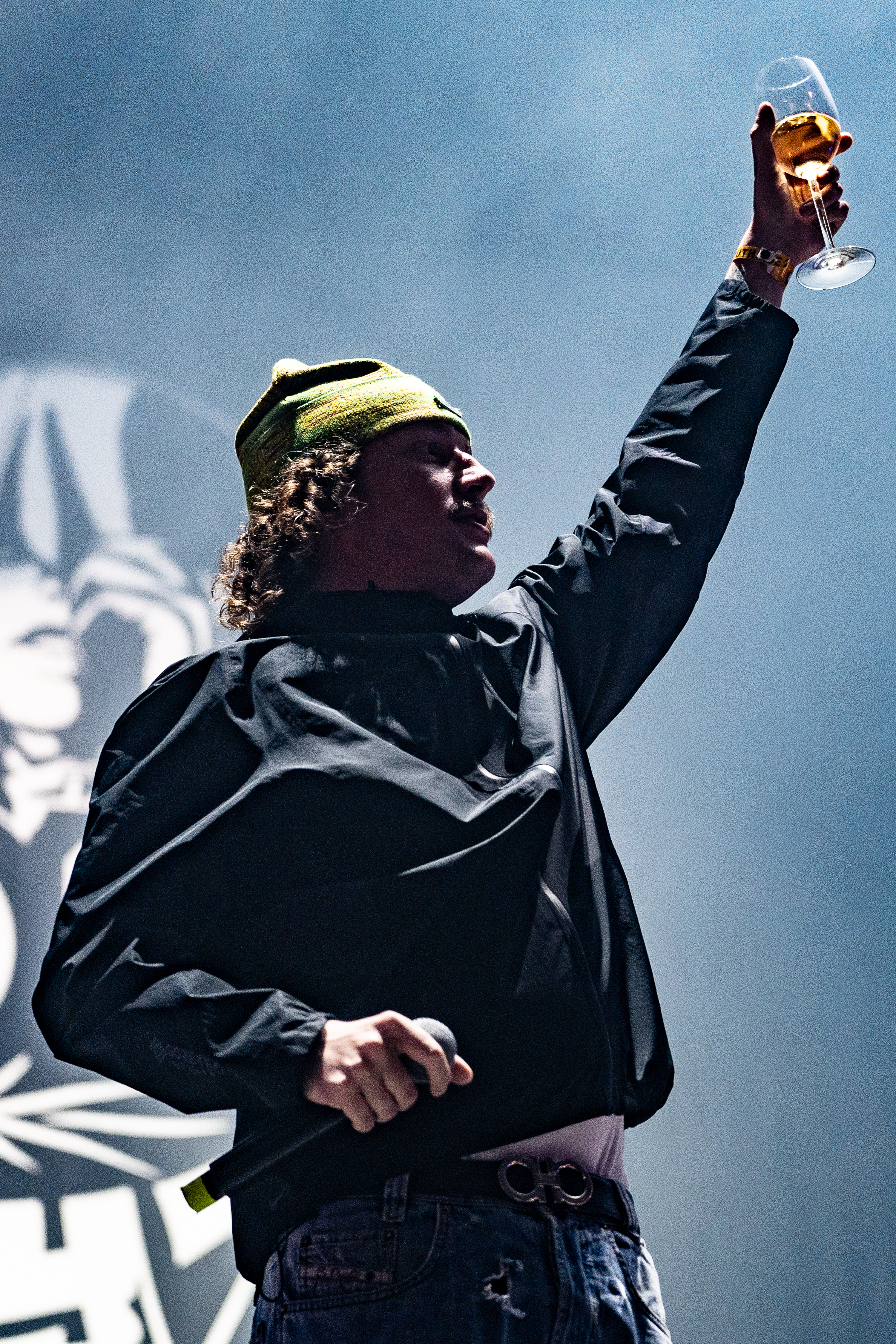
Chapo 102 auf dem Southside Festival 2024

Die 102 Boyz sind eine 2012 gegründete Hip-Hop-Crew aus Leer. Bekanntheit erlangten sie durch ihren aggressiven Musik-Stil, in dem sie verstärkt Alkoholexzesse thematisierten.

## Bandgeschichte
Kkuba und Skoob begannen 2012 mit ihrer Musik, einer Mischung aus Trap und dem Stil von Aggro Berlin. Im Laufe der Zeit stießen Chapo, Stacks, Addikt und Duke hinzu. Die ersten Gehversuche der Gruppe wurden über Soundcloud veröffentlicht. Das erste Mixtape Drei Drei sowie insbesondere der Nachfolger Broke Youngstas, das unter anderem Features von Fruchtmax, Kulturerbe Achim, Goldenboy und Joey Bargeld beinhaltet, machten sie in der Underground-Szene etwas bekannter.
Über Bandmitglied Duke, der nicht in Leer, sondern in Polen wohnt, wurde die Band vor allem dort bekannt. Erste Auftritte wurden von polnischen Rapgrößen wie BOR, Paluch und Kobik organisiert, die auch auf den Mixtapes zu hören sind. Asad John verhalf ihnen zu einem Auftritt auf dem Splash Festival 2017.
Im Jahr 2018 erschien der Track Bier in Kooperation mit der achtköpfigen Rapcrew BHZ. Im November desselben Jahres folgte das Debütalbum Asozial Allstars 1 und damit der Beginn einer in kurzem Abstand veröffentlichten Alben-Pentalogie. Teil 2 erschien am 26. April 2019 und erreichte erstmals die deutschen Albencharts. Am 1. November 2019 erschien das dritte Album, welches auf Platz 12 landen konnte. Am 8. Dezember 2022 veröffentlichten sie das vierte Album; am 26. April 2024 erschien Asozial Allstars 5.

## Soloprojekte
Zunehmend sind einige Mitglieder der 102 Boyz auch mit Soloprojekten hervorgetreten. So veröffentlichte Chapo 102 gemeinsam mit Kasimir1441 2020 das Kollaborationsalbum Rotzlöffel. 2022 veröffentlichte Chapo 102 das Album Countryclub, das unter anderem Features von Longus Mongus, Stacks 102, Kasimir1441, Monk und badchieff enthält.
Seit 2021 betreiben die Bandmitglieder Skoob102 und Stacks102 unter dem Namen No Skool ein rocklastigeres Projekt. 2022 veröffentlichten No Skool das gleichnamige Album No Skool.

## IndizierungAsozial Allstars 2
Am 25. April 2023 wurde das Album Asozial Allstars 2 von der Bundeszentrale für Kinder- und Jugendmedienschutz indiziert. Eingereicht wurde der Indizierungsantrag durch das Jugendamt der Stadt Plön. Ausschlaggebend für die Indizierung waren die Titel Tourbus, Jungs mit Rückgrat, New Kids, Moshpit, Einsatzort, Jolie Filles und Where is da Bud. Nach Einschätzung der Prüfstelle verherrlichen Tourbus, Jungs mit Rückgrat, New Kids, Einsatzort und Where is da Bud den Drogenkonsum, die Titel Moshpit und Einsatzort wirken verrohend und Jolie Filles diskriminiert Frauen aufgrund ihres Geschlechts.

## Diskografie

### Studioalben
| Jahr | Titel                   | Höchstplatzierung, Gesamtwochen, AuszeichnungChartplatzierungen (Jahr, Titel, Platzierungen, Wochen, Auszeichnungen, Anmerkungen) | Höchstplatzierung, Gesamtwochen, AuszeichnungChartplatzierungen (Jahr, Titel, Platzierungen, Wochen, Auszeichnungen, Anmerkungen) | Höchstplatzierung, Gesamtwochen, AuszeichnungChartplatzierungen (Jahr, Titel, Platzierungen, Wochen, Auszeichnungen, Anmerkungen) | Anmerkungen                                                      |
| Jahr | Titel                   | DE | AT | CH | Anmerkungen                                                      |
| ---- | ----------------------- | --- | --- | --- | ---------------------------------------------------------------- |
| 2018 | Asozial Allstars Vol. 1 | — | — | — | Erstveröffentlichung: 2. November 2018                           |
| 2019 | Asozial Allstars Vol. 2 | DE88 (1 Wo.)DE | — | — | Erstveröffentlichung: 26. April 2019 indiziert                   |
| 2019 | Asozial Allstars Vol. 3 | DE12 (1 Wo.)DE | AT64 (1 Wo.)AT | CH41 (1 Wo.)CH | Erstveröffentlichung: 31. Oktober 2019                           |
| 2020 | Rotzlöffel              | DE42 (3 Wo.)DE | AT38 (2 Wo.)AT | CH97 (1 Wo.)CH | Erstveröffentlichung: 8. Oktober 2020 Kasimir1441 & Chapo102     |
| 2021 | 102                     | DE6 (1 Wo.)DE | — | CH25 (1 Wo.)CH | Erstveröffentlichung: 30. September 2021                         |
| 2022 | Countryclub             | DE17 (2 Wo.)DE | — | — | Erstveröffentlichung: 9. Juni 2022 Chapo102                      |
| 2022 | No Skool                | — | — | — | Erstveröffentlichung: 11. August 2022 Skoob 102 & Stacks 102     |
| 2022 | Asozial Allstars Vol. 4 | DE31 (1 Wo.)DE | — | — | Erstveröffentlichung: 8. Dezember 2022                           |
| 2024 | Sachschaden 2           | DE94 (1 Wo.)DE | — | — | Erstveröffentlichung: 14. März 2024 KKuba102, 102 Boyz & Uncle F |
| 2024 | Asozial Allstars Vol. 5 | — | — | — | Erstveröffentlichung: 25. April 2024                             |
| 2024 | Helldunkel              | DE19 (1 Wo.)DE | — | — | Erstveröffentlichung: 22. August 2024 Chapo 102 & 102 Boyz       |

### Mixtapes
- 2017: 33
- 2017: Broke Youngstas
- 2017: 102030 (102Boyz x Based030)
- 2017: 102 Promille
- 2020: Teamplayer (Skoob102)
- 2021: Tresentape

### EPs
- 2019: Mischkonsum EP (Chapo102 & 102 Boyz)
- 2020: Moin (Addikt102 & Stacks102)
- 2020: Sachschaden EP (Kkuba 102 X Tiefbasskommando)

### Singles
| Jahr | Titel Album                                        | Höchstplatzierung, Gesamtwochen, AuszeichnungChartplatzierungen (Jahr, Titel, Album, Platzierungen, Wochen, Auszeichnungen, Anmerkungen) | Höchstplatzierung, Gesamtwochen, AuszeichnungChartplatzierungen (Jahr, Titel, Album, Platzierungen, Wochen, Auszeichnungen, Anmerkungen) | Höchstplatzierung, Gesamtwochen, AuszeichnungChartplatzierungen (Jahr, Titel, Album, Platzierungen, Wochen, Auszeichnungen, Anmerkungen) | Anmerkungen                                                                                      |
| Jahr | Titel Album                                        | DE | AT | CH | Anmerkungen                                                                                      |
| --- | -------------------------------------------------- | --- | --- | --- | ------------------------------------------------------------------------------------------------ |
| 2020 | Dicke Bahn Rotzlöffel                              | DE71 (1 Wo.)DE | — | — | Erstveröffentlichung: 20. August 2020 mit Kasimir1441                                            |
| 2020 | Parkbank Rotzlöffel                                | DE37 (3 Wo.)DE | — | — | Erstveröffentlichung: 10. September 2020 mit Kasimir1441                                         |
| 2020 | Rotzlöffel                                         | DE91 (1 Wo.)DE | — | — | Erstveröffentlichung: 24. September 2020 mit Kasimir1441                                         |
| 2020 | Zurück zu dir –                                    | DE— aDE | — | — | Erstveröffentlichung: 27. November 2020 Inoffiziell.Goldenboy feat. Kasimir1441, Monk & Chapo102 |
| 2020 | 1,50 Eya                                           | DE79 (1 Wo.)DE | — | — | Erstveröffentlichung: 24. Dezember 2020 mit Kasimir1441                                          |
| 2021 | Missed Calls Countryclub                           | DE30 (7 Wo.)DE | — | — | Erstveröffentlichung: 2021 mit Chapo102                                                          |
| 2021 | Kartenhaus 102                                     | DE— bDE | — | — | Erstveröffentlichung: 2021 mit Chapo102, Addikt102 & Skoob102                                    |
| 2021 | Heimathafen 102                                    | DE— cDE | — | — | Erstveröffentlichung: 2021 mit Monk, Chapo102 & Skoob102                                         |
| 2021 | Anders Tresentape                                  | DE— dDE | — | — | Erstveröffentlichung: 2021 mit Chapo102, Stacks102 & Skoob102                                    |
| 2022 | Mein Tee wird langsam kalt Countryclub             | DE— eDE | — | — | Erstveröffentlichung: 12. Mai 2022 mit Chapo102, 102 Boyz & Longus Mongus feat. Stacks102        |
| 2022 | Immer nur du Countryclub                           | DE77 (1 Wo.)DE | — | — | Erstveröffentlichung: 30. Juni 2022 mit Chapo102 & Luna                                          |
| 2022 | Nachtschicht Ortus Solis                           | DE— fDE | — | — | Erstveröffentlichung: Juli 2022 mit Chapo102 feat. Jaill                                         |
| 2022 | Mit den Boyz Nonstop: NXTGEN                       | DE67 (1 Wo.)DE | — | — | Erstveröffentlichung: 26. August 2022 mit The Cratez feat. Chapo102, Skoob102 & Stacks102        |
| 2022 | Nur einmal I See You When I See You (EP)           | DE— gDE | — | — | Erstveröffentlichung: September 2022 Badchieff feat. Chapo102                                    |
| 2022 | Tokyo Drift Asozial Allstars 4                     | DE41 (1 Wo.)DE | — | — | Erstveröffentlichung: 29. September 2022 mit The Cratez                                          |
| 2022 | Ich hass dich Glas                                 | DE8 Platin · (87 Wo.)DE | AT12 Platin · (8 Wo.)AT | CH31 Gold · (4 Wo.)CH | Erstveröffentlichung: 7. Oktober 2022 Nina Chuba feat. Chapo102                                  |
| 2023 | Tut mir nicht leid Der Letzte macht das Licht aus  | DE50 (2 Wo.)DE | — | — | Erstveröffentlichung: 26. Mai 2023 mit Bausa                                                     |
| 2023 | Grund zum Feiern –                                 | DE— hDE | — | — | Erstveröffentlichung: September 2023 mit Addikt102, Chapo102 & Stacks102                         |
| 2024 | Alkohol (#40Bochum) 4630 Bochum (40 Jahre Edition) | DE30 (5 Wo.)DE | — | — | Erstveröffentlichung: 9. Mai 2024 Herbert Grönemeyer feat. Bausa & Chapo102                      |
| 2024 | OMG –                                              | DE67 (1 Wo.)DE | — | — | Erstveröffentlichung: 8. August 2024 feat. Bausa                                                 |
| 2025 | Schön, dass du da warst –                          | DE66 (2 Wo.)DE | — | — | Erstveröffentlichung: 10. Juli 2025 mit Chapo102                                                 |
| Folgende Lieder erschienen nicht als Single, wurden aber durch das Album zum Download und Streaming bereitgestellt und konnten somit eine Platzierung erlangen: |                                                    | | | |                                                                                                  |
| |                                                    | | | |                                                                                                  |
| 2020 | Wach Rotzlöffel                                    | DE51 (2 Wo.)DE | — | — | Charteinstieg: 16. Oktober 2020 mit Kasimir1441                                                  |

Weitere Singles (Auswahl)
- 2018: Hallo
- 2018: Bier (102XBHZ)
- 2018: Saufen
- 2018: Spätkauf
- 2019: New Kids (Addikt102 & Chapo102)
- 2019: Jungs mit Rückgrat
- 2019: Stiftung Warentest (Chapo102 X Monk.BHZ)
- 2019: Sie ruft an (Chapo102)
- 2019: 2 in Ekstase (Addikt102 & Herzog)
- 2019: Fertigessen
- 2019: Intro (Kkuba102)
- 2019: Arbeitslos (Chapo102, Stacks 102, Kkuba102, Skoob102 & Addikt102)
- 2020: Packs auf mir (102 Boyz, 65 Goonz)
- 2020: Uber XL (Addikt102, Stacks 102)
- 2020: Mama (Addikt102, Stacks 102)
- 2020: Goldkrone (Kkuba102 X Tiefbasskommando)
- 2020: Zehn zwei (Skoob102)
- 2021: Sonnenblumenkerne (Kkuba102, Duke102)
- 2022: Nachts um 3 (Wildbwoys, Chapo102, 102 Boyz)
- 2022: Teenage Dirtbag (No Skool, Skoob102, Stacks102, 102 Boyz)